# Суперкубок Кіпру з футболу 1999
Суперкубок Кіпру з футболу 1999 — 31-й розіграш турніру. Матч відбувся 11 вересня 1999 року між чемпіоном Кіпру клубом Анортосіс та володарем кубка Кіпру клубом АПОЕЛ.
| Володар Суперкубка Кіпру 1999 |
| ----------------------------- |
|                               |
| Анортосіс П'ятий титул        |

## Матч

### Деталі
| 11 вересня 1999 |

| Анортосіс | 2:0 | АПОЕЛ |
| --------- | --- | ----- |
|           |     |       |

| Стадіон «Макаріо», Нікосія |